# St. Korbinian (München)

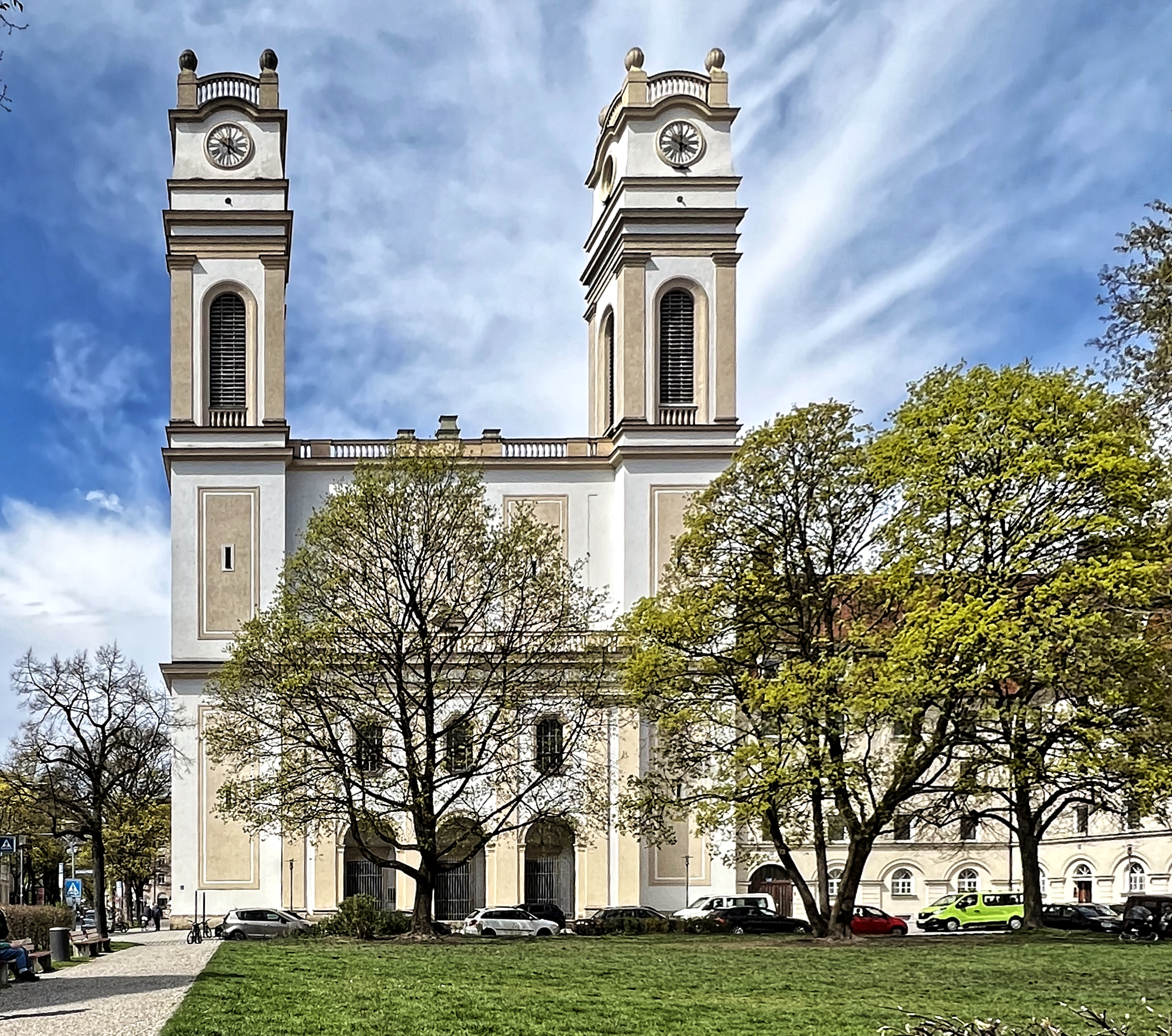
St. Korbinian München, 2023

St. Korbinian ist eine römisch-katholische Kirche an der Valleystraße 24 im Münchner Stadtteil Untersendling. Sie ist als einzige Kirche der Stadt Sankt Korbinian, dem Schutzpatron des Erzbistums München und Freising, geweiht.
Die Ostfassade des monumentalen, zweitürmigen Neubarockbaus, der 1926 nach zweijähriger Bauzeit fertiggestellt wurde, bildet die Westseite des Gotzinger Platzes. Sie wird seit 1950 von einer großen Kreuzigungsgruppe bekrönt, die über dem Firstpunkt des in horizontaler Linie abschließenden freien Giebels auf einer Balustrade zwischen den Glockenhäusern der flankierenden 55 Meter hohen Türme aufgestellt wurde.

## Baugeschichte

### Der erste Bau und seine Zerstörung
Der Bau wurde nach Plänen des Architekten Hermann Buchert errichtet. Am 17. September 1924 erfolgte der Spatenstich für den Neubau, am 23. November 1924 wurde durch Domkapitular Schauer der Grundstein gelegt, und am 17. September 1925 wurde das Richtfest gefeiert.
Wegen knapper Mittel entstand eine Diskussion, ob die Kirche ohne Türme oder nur zur Hälfte als Notkirche fertiggestellt werden sollte. „Nur der ganzen Energie des Pfarrers (J. Rauscher) ist es zu verdanken, dass die Kirchengemeinde nachgeben musste und der Bau vollendet werden konnte. Zum Schluss hat es sich nur noch um die Türme gehandelt. Da war noch ein Betrag von 66.000,- Mark aufzubringen. Das Domkapitel übernahm dafür die Garantie“, schrieb Prälat Hartig in einer Kirchenführung von 1941.
So konnte der Bau vollendet werden. Am 10. Oktober 1926 war die Glockenweihe, und am 17. Oktober 1926 wurde die Kirche vom damaligen Münchener Erzbischof Kardinal Michael von Faulhaber eingeweiht.
Bei dem Luftangriff auf München vom 12. Juli 1944 wurde das Gotteshaus durch Sprengbomben und Brand nahezu vollständig zerstört, lediglich die Unterkirche blieb intakt. Da diese jedoch nicht allen Gottesdienstbesuchern Platz bot, wurde die Heilige Messe, sofern die Witterung es zuließ, im ausgebombten Kirchenraum unter freiem Himmel gefeiert.

### Wiederaufbau

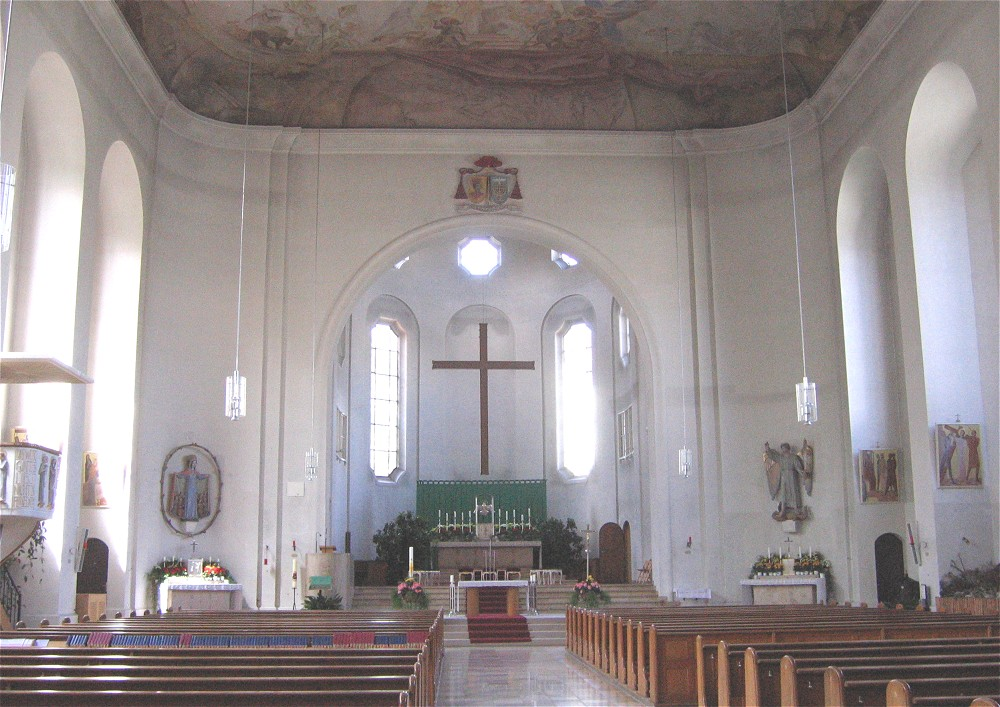
Innenraum

Der Wiederaufbau erfolgte ab 1949 und war 1951 mit dem Einbau einer etwas kleineren als der alten Orgel zum großen Teil abgeschlossen. 1952 konnte die Kirche wieder mit einem großen Fest eingeweiht werden. Noch im selben Jahr konnten ein neuer Osterleuchter, der Tabernakel und vier Leuchter sowie die Kanzel mit den vier Evangelisten, und im Dezember die Madonna am Seitenaltar erworben werden. Im Juni 1953 wurden die neuen Chorgestühle eingebaut und zwei Monate später die Pietà in der Kriegergedächtniskapelle aufgestellt.
Am 5. Januar 1950 wurde das Giebelkreuz geweiht und aufgesetzt. Die Arbeiten für die Ausgestaltung des Chorraums, die von der Pfarrei selbst zu bezahlen waren (15.000 DM), wurden an die Fa. Müller aus der Maillingerstraße vergeben. Was die Gestaltung des Hauptschiffs betrifft, berichtet Pfr. Schuller folgendes:
„Der ursprüngliche Plan des Architekten, wie es auch im Modell niedergelegt ist, fand besonders was die Deckengestaltung betrifft, nicht die Zustimmung der Gesamtkirchengemeinde. [...] Nun bekam Kunstmaler Holzner Richard den Auftrag, das Deckengemälde in seiner ersten Form anzubringen. Im August fing Holzner in Verbindung mit der Fa. Müller, Baugeschäft Maillingerstraße, mit dieser Arbeit an und führt nun das Deckengemälde in Freskomalerei mit Unterstützung des Kunstmalers Hufner, Obermenzing, aus.“

## Ausstattung

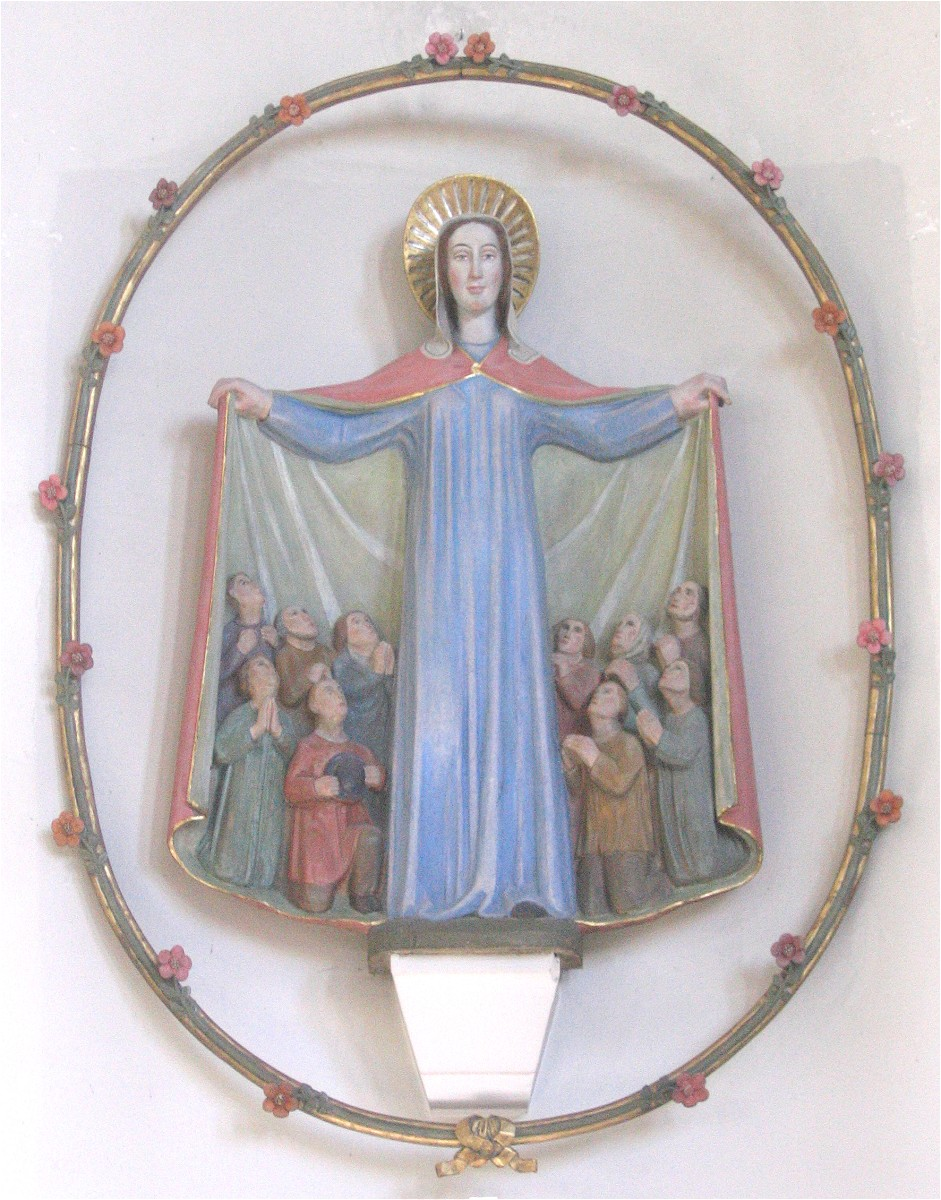
Schutzmantelmadonna

### Altäre
Am 15. September 1951 wurden unter Weihbischof Karl Scharnagel drei Altäre eingeweiht. Der Hauptaltar wurde auf den Titel des Kirchenpatrons Hl. Korbinian, der Seitenaltar auf der Evangelienseite auf den Titel der Allerseligsten Jungfrau Maria (Schutzmantelmadonna), und der Seitenaltar auf der Epistelseite auf den Titel des Heiligen Erzengels Michael und aller Heiligen Engel geweiht. Unter allen drei Altären wurden im Märtyrergrab Reliquien der Märtyrer Martialis und Viktor von Xanten beigesetzt.

### Fresko
Die gesamte leicht gewölbte Decke des Kirchenschiffes ist mit einem riesigen Fresko des Kunstmalers Richard Holzner aus dem Jahr 1951 geschmückt.
Das Fresko ist das größte Deckengemälde Münchens und zeigt in neobarockem Stil Wunder und Szenen aus dem Leben des Hl. Korbinian (u. a. Der gärende Wein, Korbinian zähmt einen Bären, Korbinian predigt in seinem Klösterlein, Korbinian erhält durch ein Wunder Fische, Die Stephanuskirche erstrahlt in himmlischem Glanz, Korbinian wird mit Mitra und Pallium ausgezeichnet, Korbinian wird genötigt, von Mais nach Freising zu kommen, Korbinian erweckt eine Quelle).

### Orgel
Von 1940 bis 1944 stand in St. Korbinian eine Orgel, die 1929 von G. F. Steinmeyer & Co. (op. 1505) für die Alte Hauptsynagoge München erbaut worden war. Nach den Reichspogromen 1938 erwarb das Erzbischöfliche Ordinariat das Instrument vor dem Zwangsabriss der Synagoge. 1944 fiel das Instrument einem Bombenangriff zum Opfer. Die Orgel hatte 36 Register, darunter 3 Transmissionen im Pedal, auf drei Manualwerken und Pedal auf Taschenladen. Die Spiel- und Registertrakturen waren elektropneumatisch.

| I Hauptwerk C–a3 |              |     |
| 1.               | Bourdon      | 16' |
| 2.               | Principal    | 08' |
| 3.               | Gemshorn     | 08' |
| 4.               | Rohrgedeckt  | 08' |
| 5.               | Octav        | 04' |
| 6.               | Spitzflöte   | 04' |
| 7.               | Mixtur V     | 02' |
| 8.               | Cornett IV-V | 08' |
| 9.               | Trompete     | 08' |

| II Schwellwerk C–a3 |               |       |
| 10.                 | Hornprincipal | 8'    |
| 11.                 | Rohrflöte     | 8'    |
| 12.                 | Salicional    | 8'    |
| 13.                 | Quintatön     | 8'    |
| 14.                 | Kleinoctav    | 4'    |
| 15.                 | Traversflöte  | 4'    |
| 16.                 | Blockflöte    | 2'    |
| 17.                 | Mixtur III    | 1 ⁄3' |
|                     | Tremolo       |       |

| III Schwellwerk C–a3 |               |    |
| 18.                  | Gemshorn      | 8' |
| 19.                  | Gedackt       | 8' |
| 20.                  | Aeoline       | 8' |
| 21.                  | Vox coelestis | 8' |
| 22.                  | Praestant     | 4' |
| 23.                  | Rohrflöte     | 4' |
| 24.                  | Larigot II    | 2' |
| 25.                  | Cymbel IV     | 1' |
| 26.                  | Regal         | 8' |
|                      | Tremolo       |    |

| Pedalwerk C–f1 |                        |        |
| 27.            | Principalbass          | 16'    |
| 28.            | Subbass                | 16'    |
| 29.            | Gedecktbass (= Nr. 1)  | 16'    |
| 30.            | Octavbass              | 08'    |
| 31.            | Violonbass             | 08'    |
| 32.            | Gedecktbass (= Nr. 19) | 08'    |
| 33.            | Octav                  | 04'    |
| 34.            | Mixtur III             | 02 ⁄3' |
| 35.            | Posaune                | 16'    |
| 36.            | Regal (= Nr. 26)       | 08'    |

- Koppeln:
  - Normalkoppeln: II/I, III/I, III/II, I/P, II/P, III/P
  - Suboktavkoppeln: II/I, III/I, II/II, III/II, III/III
  - Superoktavkoppeln: II/I, III/I, II/II, III/II, III/III
- Spielhilfen: 2 freie Kombinationen, Tutti, Crescendowalze, diverse Absteller (Walze, Handregister, Zungen, Pedalregister) frei einstellbares automatisch umschaltendes Pianopedal für beide Nebenmanuale

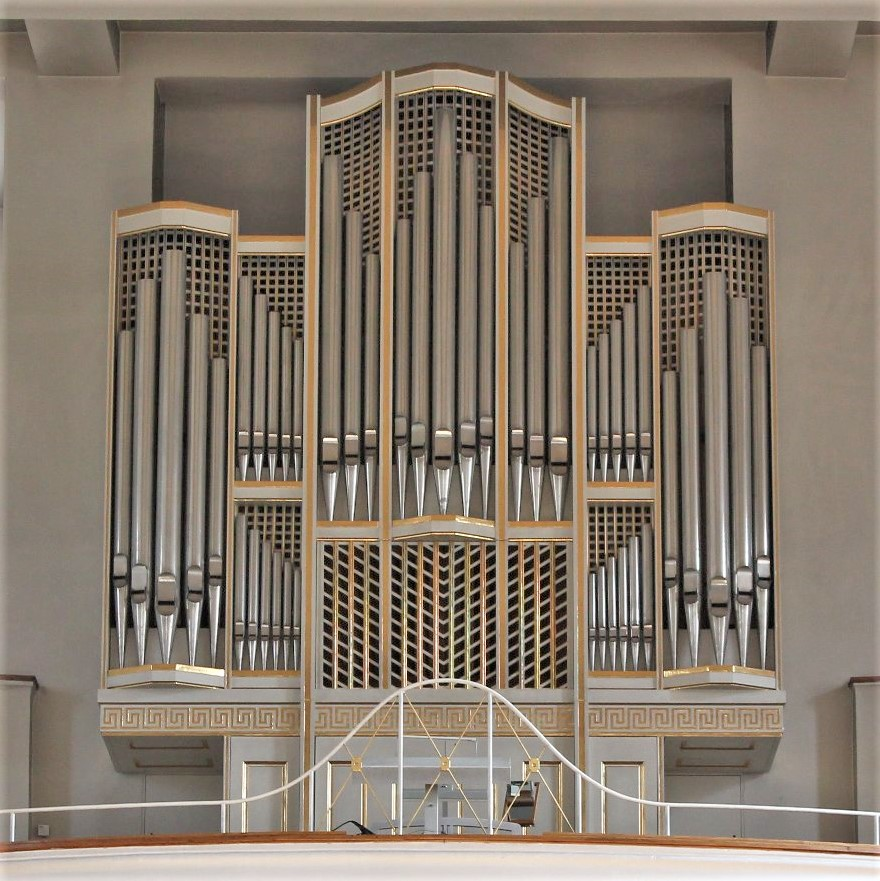
Orgel

Die heutige Orgel wurde 1985 von Wilhelm Stöberl gebaut. Das Schleifladen-Instrument hat 25 Register auf zwei Manualen und Pedal. Die Spiel- und Registertrakturen sind mechanisch. 2003 wurde sie von der Orgelbaufirma Münchner Orgelbau Johannes Führer renoviert.
| I Hauptwerk C–g3 |                  |       |
| 1.               | Principal        | 8'    |
| 2.               | Gedackt          | 8'    |
| 3.               | Oktave           | 4'    |
| 4.               | Spitzflöte       | 4'    |
| 5.               | Oktave           | 2'    |
| 6.               | Sexquialter II 0 | 2 ⁄3' |
| 7.               | Mixtur IV        | 1 ⁄3' |
| 8.               | Trompete         | 8'    |

| II Schwellpositiv C–g3 |                |        |
| 09.                    | Rohrflöte      | 8'     |
| 10.                    | Weidenpfeife 0 | 8'     |
| 11.                    | Principal      | 4'     |
| 12.                    | Traverse       | 4'     |
| 13.                    | Nasat          | 2 ⁄3'  |
| 14.                    | Schwegel       | 2'     |
| 15.                    | Terz           | 1 3⁄5' |
| 16.                    | Quinte         | 1 ⁄3'  |
| 17.                    | Scharf IV      | 1'     |
| 18.                    | Oboe           | 8'     |
|                        | Tremulant      |        |

| Pedalwerk C–f1 |                |        |
| 19.            | Subbaß         | 16'    |
| 20.            | Oktavbaß       | 08'    |
| 21.            | Gedacktbaß     | 08'    |
| 22.            | Choralbaß      | 04'    |
| 23.            | Rauschbaß IV 0 | 02 ⁄3' |
| 24.            | Stille Posaune | 16'    |
| 25.            | Baßtrompete    | 08'    |

- Koppeln: II/I, I/P, II/P.

### Glocken

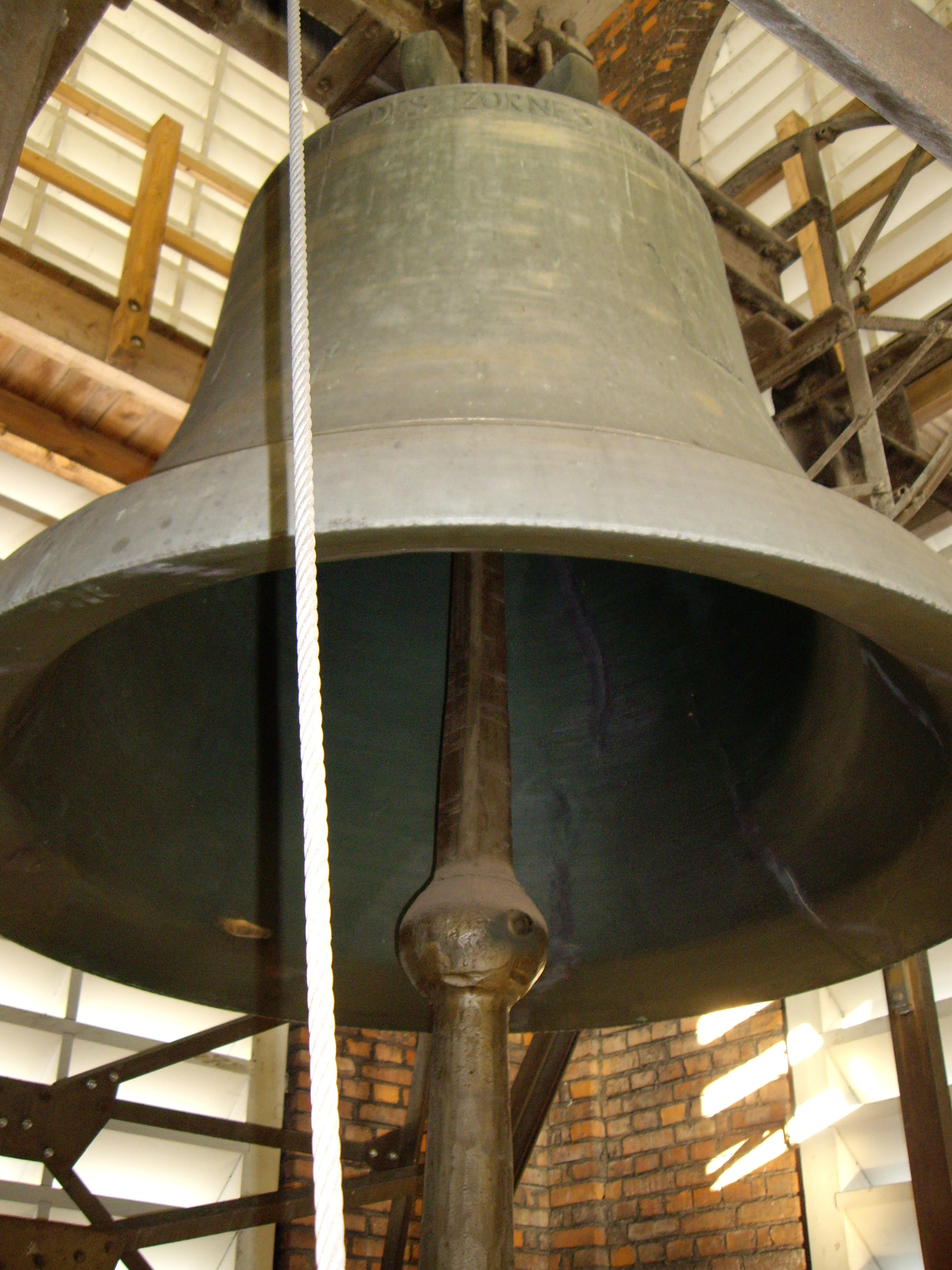
Korbiniansglocke

In den Glockentürmen hängen insgesamt fünf Glocken. 1926 goss Rudolph Oberascher in München drei Glocken in den Tönen des′, es′ und ges′. Nachdem die beiden größeren im Zweiten Weltkrieg vernichtet wurden, bekam die Pfarrei am 5. Juli 1959 vier neue Glocken, die von der Gießerei Karl Czudnochowsky in Erding gegossen wurden. Die Glockenweihe nahm Dompfarrer Karl Abenthum vor. Das gesamte Geläut kostete einschließlich der Gerüst- und Glockenstuhlbauten sowie der elektrischen Läutanlage damals über 80.000 DM. Die neuen Glocken wurden am 5. Juli 1959 in die beiden Türme gehängt, wobei die große Korbinianglocke als eine der größten Glocken der Stadt allein am geraden Stahljoch im Südturm hängt und quer zum Kirchenschiff schwingt. Die Glocken 2 bis 5 hängen an verkröpften Stahljochen im Nordturm. Samstags um 15 Uhr wird mit den Nordturm-Glocken der Sonntag eingeläutet. Zum Hauptgottesdienst läuten sie ebenfalls. Zu Hochfesten wird in beiden Fällen die große Glocke mitgeläutet.
| Glocke | Name            | Gussjahr | Durchmesser | Masse ≈ | Schlagton |
| ------ | --------------- | -------- | ----------- | ------- | --------- |
| 1      | Korbinian       | 1959     | 2066 mm     | 5238 kg | g°+0      |
| 2      | Michael         | 1959     | 1716 mm     | 3019 kg | b°+2      |
| 3      | Josef           | 1959     | 1345 mm     | 1435 kg | d′+1      |
| 4      | Ave Maria       | 1959     | 1120 mm     | 0836 kg | f′+1      |
| 5      | Petrus Canisius | 1926     | 1050 mm     | 0650 kg | g′−3      |

### Jahreskrippe
Im April 1954 wurde die Jahreskrippe um die zwölf Apostel ergänzt. Die Krippe ist das gesamte Jahr über im Kircheninneren zu besichtigen. Die Szene wird im Laufe des Kirchenjahres immer wieder umdekoriert, um die liturgisch aktuellen Themen mit einzubeziehen.

### Korbiniansstange
Die Korbiniansstange ist eine Prozessionsstange, die bei besonderen Prozessionen und Gottesdiensten getragen wird; sie zeigt die Figur des Kirchenpatrons Korbinian, auf seinem Attribut, einem Bären stehend. Mit der linken Hand hält die Figur den Bischofsstab, die rechte Hand ist zum Segen erhoben.

### Kreuzweg
Im April 1956 wurde ein Kreuzweg des Kunstmalers Franz Grau aus München (Obermenzing) erworben und als Ersatz für den im Krieg verloren gegangenen früheren im Innenraum installiert.

## Trivia
Die Außenaufnahmen der BR-Serie Himmel, Herrgott, Sakrament wurden rund um St. Korbinian gedreht.